# 島崎裕気
島崎 裕気（しまざき ゆうき、1975年2月23日 - ）は、日本の女優。群馬県出身。くろいぬメンバー所属。血液型はA型。身長148 cm、体重68 kg、バスト105 cm、ウエスト93 cm、ヒップ104 cm、靴サイズ22.5 cm。趣味・特技は食べ歩き、大きな声、早口言葉である。

## 出演

### 映画
- 野生のなまはげ（2016年7月16日、新井健市監督）

### テレビドラマ
- 「きらきら研修医」（2007年・TBS）
- 「卒業タイムリミット」 第10話（2022年4月19日、NHK総合）- 山岡教師 役

### 舞台
- 「欲動物」
- 「2048」
- 「SPACE ODYSSEY 2048version2000」
- 「馬鹿-うましか-」
- 「パレードは終わった」
- 「十年家族」
- 「学芸会」
- 「結婚戯曲　其の弐」
- 「離婚の湯」
- 「真相はかうだ！」（宮本百合子 役）
- 「ヤモリ」
- 「ホームドラマ」（野村都子 役）
- 「犬の生活」

以上くろいぬパレード作品
- 「落下生」（新倉由奈美 役）
- 「拝啓向田邦子様」
- 「10ピース」
- 「夏の匂い、彼女の香り」

### CM
- 眞露ジャパン - 「JINRO」

### ラジオドラマ
- FMシアター （NHK-FM）
  - 『うつ病九段』（2019年7月13日）[1]
  - 『JUST A HERO』（2024年11月9日）[2]